# HAT-P-1 b
HAT-P-1b è un pianeta extrasolare che orbita attorno alla stella ADS 16402 B componente del sistema binario ADS 16402 della costellazione della Lucertola.

## Orbita
È collocato in un'orbita molto stretta attorno alla sua stella, completando una rivoluzione in poco più di 4 giorni. Poiché dista poco più di 8 milioni di km dalla stella si presume che potenti forze mareali possano renderne l'orbita pressoché circolare, infatti i dati in nostro possesso attualmente non consentono di stimare un'eccentricità significativa.

## Caratteristiche fisiche
La nota inclinazione dell'orbita, determinata attraverso misurazioni durante i transiti finora osservati, ha consentito di stimarne la massa pari a poco più della metà della massa di Giove. Secondo le teorie attualmente note, la formazione di questi corpi avviene nelle parti periferiche del sistema stellare, in seguito il pianeta si avvicina all'astro attorno a cui orbita fino a raggiungere una maggiore stabilità orbitale o a precipitare su di esso.
Tra le varie caratteristiche tipiche del pianeta c'è la sua densità che si stima aggirarsi attorno ai 290 kg/m3. Al confronto, Giove ha una densità di circa 1300 kg/m3. Questo dato pone HAT-P-1b nella categoria dei Puffy planet, pianeti a densità così basse che se si potessero immergere in una vasca d'acqua galleggerebbero. In simili condizioni, di norma, un tale pianeta non avrebbe dovuto formarsi, per cui gli astronomi hanno ipotizzato che a causa delle forze di marea provocate dalla stella madre il pianeta si sia riscaldato internamente e, di conseguenza, rigonfiato.
L'orbita di HAT-P-1b è quasi circolare e gli scienziati hanno ipotizzato che essa possa essere stata altamente ellittica in passato, ma che, in seguito, le forze mareali della sua stella madre abbiano gonfiato il pianeta (fino ad un diametro pari al doppio di quello di Giove) e reso circolare l'orbita. Se così fosse, il processo di cerchiatura dell'orbita potrebbe aver richiesto anche miliardi di anni. Inoltre durante il processo di cerchiatura la temperatura del pianeta avrebbe dovuto diminuire causando una contrazione del pianeta.
È stato calcolato che la forza di gravità su HAT-P-1b debba essere all'incirca l'80% di quella terrestre e che la sua atmosfera debba essere composta principalmente da idrogeno ed elio. L'elevata opacità dell'atmosfera, comunque, permette al calore interno del pianeta di dissiparsi molto più lentamente, anche se ciò non spiega completamente le attuali dimensioni del pianeta. Per cui si sono ipotizzate interazioni con altri pianeti appartenenti al proprio sistema solare.
Nel punto di transizione tra la zona illuminata e la zona al buio la variazione di temperatura è così elevata che in tali zone si dovrebbero generare violenti venti. Questi venti, paragonabili a tempeste, potrebbero anche scaricare la propria energia cinetica al suolo sotto forma di energia termica, causando un notevole aumento della temperatura interna del pianeta.